# Infratil
Die Firma Infratil ist ein neuseeländisches Investment-Unternehmen mit Sitz in Wellington. Das Unternehmen ist im NZX 50 Index am New Zealand Exchange (neuseeländische Börse) gelistet.

## Geschäftsfelder
Das Unternehmen investiert laut eigenen Angaben bevorzugt in Unternehmungen der Infrastrukturbranche, wobei das Unternehmen soziale Einrichtungen unter soziale Infrastruktur fasst. Entsprechend sind die Geschäftsfelder Stand 2016 aufgeteilt in:
- Energy (Energie)
- Airport (Flughafen)
- Public Transport (Öffentlicher Nah- und Fernverkehr)
- Property (Sachanlagen)
- Social Infrastructure (Soziale Infrastruktur)

Für seine Geschäfte hat das Unternehmen in der Vergangenheit zahlreiche Tochterfirmen gegründet, von denen (Stand 2016) vierzehn noch existieren:
- Infratil Investment Limited, am 9. März 1994 gegründet
- Infratil Energy New Zealand, am 11. August 1995 gegründet, vormals Relshan Investments Limited, und davor IES New Zealand Limited, Alliant International New Zealand Limited, Alliant Energy New Zealand Limited
- Infratil 1998 Limited, am 14. Juli 1998 gegründet
- Infratil Finanz Limited, am 26. März 1999 gegründet
- Infratil Australia Limited, am 15. Mai 2002 gegründet
- Infratil Europe Limited, am 6. August 2003 gegründet
- Infratil Gas Limited, am 4. Oktober 2005 gegründet
- Infratil Energy Limited, am 30. Oktober 2006 gegründet
- Infratil No. 1 Limited, am 2. Juli 2007 gegründet
- Infratil Infrastructure Property Limited, am 2. Juli 2007 gegründet, vormals Infratil No. 2 Limited und davor Infratil Property Limited
- Infratil Insurance Co Limited, am 2. Juli 2007 gegründet, vormals Infratil No. 3 Limited
- Infratil Outdoor Media Limited, am 2. Juli 2007 gegründet, vormals Infratil No. 4 Limited
- Infratil No. 5 Limited, am 3. Juli 2007 gegründet
- Infratil 2016 Limited, am 15. Juli 2016 gegründet

Stand 2016 ist Infratil:
- mit 51 % an den neuseeländischen Energieerzeuger und -versorger Trustpower,
- zu 100 % an Perth Energy, einem Energieversorger in der westaustralischen Stadt Perth,
- mit 66 % am Wellington Airport,
- zu 100 % am neuseeländischen landesweit operierenden Busunternehmen NZ Bus,
- mit 50 % am australischen Unternehmen Retire Australia, das in drei australischen Bundesstaaten Seniorenheime betreibt,
- mit 20 % am neuseeländischen Unternehmen Metlifecare, das in Neuseeland Seniorenheime betreibt,
- zu 100 % am neuseeländischen Unternehmen Snapper, das kontaktlose elektronische Karten zum Einkaufen bietet,

beteiligt.
- Unter dem Geschäftsfeld Infrastructure Property werden kommerziell genutzte Gebäude saniert und vermarktet.[5]

## Geschichte
Die Firma Infratil wurde am 27. Januar 1994 unter dem Companies Act 1955 als Infrastructure & Utilities NZ Limited in Wellington gegründet. Als Kapital der Firma wurden 1,40 NZ$ eingelegt, zu gleichen Teilen mit je 20 Cent auf sieben Anteilseigner (sechs Rechtsanwälten und einem Anwaltsassistenten) verteilt. Am 31. Januar 1994 wurde beschlossen, das Grundkapital des Unternehmens auf 100 Millionen NZ$ in Anteilen zu je 20 Cent aufzustocken und dazu an die neuseeländische Börse zu bringen. Lloyd Morrision, ein Investmentbanker aus Wellington war der Initiator der Firmengründung. Über seine Gesellschaft HRL Morrison & Co Limited führt er als Geschäftsbesorger auch die Verwaltung und die Geschäftsaktivitäten von Infratil, die selbst über keine eigene Verwaltung und keine Mitarbeiter verfügt. Am 11. Februar 1994 wurde hierzu eine Management-Vertrag zwischen den Firmen Infratil Limited und der Infratil Management Limited, die später am 9. Dezember 1996 in Morrison & Co Infrastructure Management Limited, gefolgt von HRL Morrison & Co Limited umbenannt wurde, geschlossen. Dabei tritt die Firma HRL Morrison & Co Limited jeweils ohne jegliches finanzielles Risiko als Vermittler für Investitionen der Firma Infratil auf. Das finanzielle Risiko liegt dann bei Infratil und seinen Geldgebern.
Infratil war außer in Neuseeland und Australien auch in Europa tätig, hat sich aber aus den europäischen Beteiligungen zurückgezogen und ist laut Geschäftsbericht aus dem Jahr 2016 nur noch in Neuseeland und Australien aktiv.

### Flughafen Lübeck-Blankensee
Zu den europäischen Beteiligungen gehörte der Flughafen in Lübeck-Blankensee, den Infratil im Jahr 2005 für einen Kaufpreis von 37 Mio. NZ$ zu 90 % von der Stadt Lübeck übernahm und 2009 für 64 Mio. NZ$ an die Stadt zurückverkaufte, als sich geplante Passierzahlen nicht realisieren ließen. Der Kauf war seinerzeit auch einer Untersuchung durch die Europäische Kommission ausgesetzt, die hinter dem Handel eine unzulässige Subvention vermutete.

### Flughafen Kent
Ebenfalls im Jahr 2005 übernahm Infratil den Kent International Airport für seinerzeit 17 Mio. britische Pfund. Im Jahr 2013 verkaufte Infratil nach wirtschaftlichen Schwierigkeiten des Airports auch diesen Flughafen, allerdings für einen symbolischen Preis von einem Pfund. Käuferin, Ann Gloag, war ein Familienmitglied des Investors. Für diesen Verkauf und den Verkauf des Flughafens Glasgow-Prestwick schrieb die Firma 11 Mio. Pfund seinerzeit ab.

### Flughafen Glasgow-Prestwick
Auch der schottische Flughafen der Stadt Glasgow, der sich seit Januar 2001 im Besitz der Firma Infratil befand und zuletzt einen Verlust von zwei Millionen Pfund pro Jahr einfuhr, wurde für einen symbolischen Preis von einem Pfund verkauft. Käufer war im November 2013 die schottische Regierung.
Bei der Aktivierung seiner Flughäfen in Europa setzte Infratil schwerpunktmäßig auf die Zusammenarbeit mit den Fluglinien Ryanair und Wizz Air; wie die oben erwähnten drei Beispiele zeigten, nicht immer mit Erfolg.